# Насильство в медіа
Насильство в медіа, також медіанасильство — застосування силових і психологічних тисків, які транслюються в засобах масових комунікацій, та вплив, який вони мають на авдиторію після перегляду. Комунікативне насильство набуває за нинішніх умов рис окремої функції в ЗМІ.
Засоби масової комунікації активно впливають не лише на політико-культурне середовище, а й на масову свідомість. Цей термін можна було б ще визначити як інформаційно-психологічна війна, проте він до певної міри не відтворює всієї специфіки поняття «насильство».

## Вплив насильства в масмедія на аудиторію
Незважаючи на запевнення представників телеіндустрії, що програми, де містяться сцени насильства, не мають жодного негативного впливу на людей, дослідження однозначно свідчать: насильство в телепрограмах може мати і має несприятливий вплив на авдиторію. Першість у цьому, в результаті цілеспрямованої, часто неправдивої інформації, яка може нав'язуватися авдиторії найрізноманітнішими методами, посідають телебачення та інтернет. Після того, як телебачення стало наймасовішим і найвпливовішим, спостерігається дві тенденції у його розвитку:
1. Телебачення сприймається як практика сучасного мистецтва з медійно-активною стратегією швидкого реагування;
2. Засіб нечуваного впливу і психологічного тиску на глядача.

Друковані ЗМІ за обмежений проміжок часу швидко здобувають у суспільстві імідж якісної та неякісної (масової тощо) преси, а тому кожен споживач має вибір, купувати чи ні цей продукт. Масовість телебачення «зумовлена, перш за усе, тим, що воно покликано розважати». Людина рідко вмикає телевізор з суто дидактичною метою, хоча через різного роду інформаційну насиченість телебачення виконує навчальну, виховну тощо функції. Але саме завдяки тому, що глядач сприймає телебачення, перш за усе, як засіб розваги, то й легко піддається комунікативному насиллю. Насилля у масовій комунікації важко кваліфікувати за традиційними методами і вважати його певним виявом вербальної чи фізичної агресії. Воно має делікатний характер і впроваджується через навіювання та суспільну міфологізацію на рівні підсвідомого. Разом з тим, насилля через засоби масової комунікації характеризується своєю системністю і регулярністю, що й робить його ще небезпечнішим.
За Мак-Квейлом, медіа визначають чинником неінституціоналізованої і насильницької поведінки, хоча ні дійсність, ні помилковість даних тверджень не є повністю обґрунтованою. Однак медіа – є інструментом для поширення інформації про місця та час громадського безладу. Поширення протестувальних настроїв через медіа повя'зують із ігноруванням влади діяти у кризових ситуаціях та звертатися до громадськості через ЗМІ.Також медіа у терористичних діях відіграють роль комунікатора як для терористів так і громадськості: терористи поінформовані про відгуки та плани дій влади, а громадськість про вимоги, діяльність терористів, оскільки під час такого стану медіа переповненні інформацією про терористичні акти..
Після програми досліджень, проведених для Міністерства охорони здоров'я США наприкінці 1960-х років було зроблено висновки:.
1. телевізійний зміст дуже наповнений насильством
2. діти дедалі більше дивляться на насильство
3. загалом, факти підтверджують гіпотезі, що перегляд насильницьких розважальних програм побільшує можливість агресивної поведінки

### Наслідуваність насильства
В 1890 році французький соціолог Габріель Тард писав про «злочини імітації», кажучи, що з поширенням повідомлень про жорстокі злочини (в той час по телеграфу) у сприйнятливих людей народжуються агресивні ідеї, деякі з них навіть просто копіюють описану в повідомленнях поведінку. Тард стверджував, що такий ефект мали вбивства, вчинені знаменитим Джеком-Різником в Лондоні в 1888 році. Факти говорять про те, що злочини-імітації не відносяться до розряду вкрай рідкісних. Вони трапляються з певною регулярністю, хоча не можна говорити і про їх неминучості.
Дослідження про заразність насильства
Одне з найвідоміших і найбільш суперечливих досліджень заразної природи насильства належить соціологу Девіду Філіпсу з Каліфорнійського університету Сан-Дієго. У його роботах зазначається, що повідомлення в новинах, а також художні фільми і ТБ-програми можуть надавати соціально несприятливий вплив на аудиторію, що ці наслідки можуть бути порівняно короткочасними і необов'язково є результатом тривалого навчання агресивної поведінки, дорослі нарівні з дітьми можуть піддаватися впливу мас-медіа.
Заразність суїциду
Філіпс почав свої дослідження з підрахунку самогубств-імітацій, склав список з 35 випадків самогубств, які публікувались в американських засобах масової інформації з 1947 по 1968 рік. Потім використав офіційні документи для визначення числа суїцидів, що мали місце в США протягом трьох періодів: в місяць до скоєння суїциду відомою особистістю в місяць скоєння суїциду і місяць після нього. Він дійшов висновку, що якщо ці 35 широко висвітлених у ЗМІ самогубств розглядати разом, то стає очевидним, що в місяць смерті знаменитості з життя добровільно йде більше людей, ніж зазвичай. «Перевищення» числа самогубств не було надто високим у розрахунку на кожен випадок — в середньому по країні відбулося всього на 28 самогубств більше, ніж в інший час,— але тим не менш, було очевидно, що повідомлення в новинах мали певний (статистично значущий) вплив. Заразність суїциду не обмежується Сполученими Штатами. Проаналізувавши британську статистику, Філіпс отримав в цілому ті ж результати. Хоча щодо низки досліджень Філіпса висловлюються сумніви, він зумів спростувати деякі аргументи своїх критиків. Взяті разом, його роботи наочно доводять, що окремі самогубства викликані повідомленнями в пресі та теленовинах про добровільний відхід з життя відомих людей. Як зазначає Девід, «імітатори», і раніше замислювалися про те, щоб звести рахунки з життям, але деякі з них напевно б передумали і продовжували б жити, не зіткнувшись вони з повідомленнями про «зіркові» суїциди.

### Вплив на дітей
Якщо дорослий може критично сприйняти матеріал та абстрагуватися від нього, то підліток ці схеми сприймає як план до наслідування у реальному житті і в нього поступово формується кримінальний образ мислення. Виділено три типи сприйняття молоддю сцен насильства в кінофільмах:
1. Перший тип відрізняється підвищеною чутливістю до насильства, негативним ставленням до нього;
2. другий — відносно слабкою емоційною реакцією на насильство, яке не пробуджує сильних позитивних чи негативних емоцій, прагнення наслідувати;
3. третій тип характеризується низькою емоційною чутливістю до жорстокості, дуже вираженим позитивним ставленням та інтересом до насильства, схильністю переживати задоволення та агресивно реагувати у відповідь на демонстрацію екранного насильства[недоступне посилання з липня 2019].

По даним Американської медичної асоціації за роки, проведені у школі, середньостатистична дитина бачить по телевізору 8000 вбивств та 100000 актів насилля.
Важливим фактором впливу на свідомість сучасної людини, особливо молодої, є той елемент насильства, який присутній не тільки в кіно
та на телеекрані, про що йшлося вище, а й в комп'ютерних іграх, які створюються за мотивами подібних фільмів або популярних коміксів чи незалежно від них. Гра з жертвою або детективом, що розслідує вже скоєний злочин, стає все більш частим елементом сюжетної інтриги, що поєднує в різній мірі інтелектуальну головоломку і криваву бійню. Причому «витівниками» у цій грі стають не тільки витончені спецагенти, страшенні злочинці і садисти(«Швидкість», «Мовчання ягнят»), різні втілення диявольського початку, в тому числі у дитячому обличчі («Омен»), але і носії тієї психології, про яку говорить у своїй статті російський дослідник Г. Сугінян: «На ділі ж інфантильна система цінностей, яка є наслідком тінейджеризації сучасного суспільства, повертає нас до глибокої архаїки, коли природні потяги ще не були блоковані розвиненим над-Я цивілізованої людини, його усвідомленої людської сутності».
Бельгійський експеримент Леєнса
Дослідження проведені Жаком-Філіпом Леєнсом і Леонсіо Каміно (Jacques-Philippe Leyens & Leoncio Camino) у бельгійському університеті Левена,— це дослідження в ключі роботи психологів з Техаського університету. В експерименті брали участь підлітки, мешканці дитячих виправних закладів. На час експерименту всіх їх поселили в чотирьох котеджах. Спочатку інструктори-спостерігачі виміряли вихідний рівень агресивності кожного хлопчика. Через тиждень після цього, на другій стадії експерименту (яка тривала п'ять днів), в котеджах кожен вечір показували художні фільми. При цьому в одних котеджах демонструвалися «агресивні» фільми, а в інших — неагресивні. Весь тиждень спостерігачі аналізували поведінку хлопчиків. Протягом наступного тижня підліткам не показували ніяких фільмів, але щоденні спостереження за їх поведінкою тривали. Результати показали, що перегляд агресивних фільмів призвів до того, що підлітки стали більш агресивними по відношенню до сусідів по котеджу, незалежно від того, наскільки часто відбувалися сварки між ними в перший тиждень. Для порівняння: у хлопчиків, які дивилися нейтральні фільми, частота нападів один на одного або знизилася, або залишилася колишньою. Леєнс також виявив, що підвищена агресивність, спостережувана в котеджах, де показували фільми зі сценами насильства, не була викликана просто збільшенням рівня активності; хлопчиків навмисно провокували на агресію. Ці фільми виразно стимулювали агресивність підлітків.

### Ефект праймінгу від агресивних сцен
Перед більшою частиною вчених вже не стоїть питання про те, чи підвищують повідомлення в ЗМІ, що містять інформацію про насильство, ймовірність того, що надалі рівень агресії зросте. Виникає інше питання: коли і чому цей ефект має місце.
Центральна ідея поняття «праймінгу» (від англ. prime — заряджати, запалювати) така: коли люди стикаються з певним стимулом (або подією), що мають приватне значення, їм в голову приходять інші ідеї з точно таким же значенням. Ці думки в свою чергу можуть активізувати і інші семантично споріднені їм ідеї і навіть схилити до дії. Теорія праймінгу частково підтверджена у дослідженнях, які зафіксували, що перегляд жорстоких фільмів навіював піддослідним агресивні думки (Бушман, Джин, 1990). Л. Берковіц виявив, що хлопчики-підлітки, які бачили, як у фільмі когось сильно били, потім менше стримували бажання вдарити людину, схожу на жертву з фільму. Теорія соціального научіння у рамках біхевіоризму передбачає, що спостереження сцен агресивного характеру може стимулювати процеси соціального навчання і приводити до засвоєння нових типів поведінки. Научіння відбувається через засвоєння вікарного досвіду, який ніби заміщує відсутність відповідного особистого досвіду.
Навчання агресії відбувається за наявності таких важливих умов:
- демонстрація покарання або безкарності насильства. «У цілому, як правило, спостереження заохочення агресії в інших посилює „ворожу спрямованість“, а спостереження покарання послаблює тенденцію вести себе подібним чином», стверджує А. Бандура. На жаль, результати досліджень свідчать про те, що насильство більше заохочується, ніж критикується. Дослідження свідчать, що у трьох чвертях випадків телебачення демонструє програми, у яких насильство не засуджується. Згідно з іншими джерелами, 40 % насильства, що демонструється, здійснюється «позитивними героями» і не засуджується. Національне дослідження телевізійного насильства у США встановило, що у 44 % випадків насильство зображувалося виправданим. Кожний п'ятий фільм у Росії, показаний увечері, не містить покарання антигероя, що застосовує насильство[6]. Відзначено, що тільки 4 % усіх програм демонструють явне засудження насильства, а філософський висновок, що зло здатне обернутися ще більшим злом, містять лише 15 % програм;
- демонстрація різних форм агресії. Телебачення «вчить» актуальним методам агресії, а також способам раціоналізації і виправдання насильства;
- демонстрація відсутності наслідків агресії. Відсутність негативних наслідків агресії може призводити до недооцінки результатів її використання. За даними Б.Крейхі, у 50 % сцен насильства у США не показувалося жодних страждань і пошкоджень жертви. У Великій Британії ця цифра складає близько 20 %. У результаті метааналізу, проведеного Хогбеном, установлено, що взаємозв'язок між телевізійним насильством й агресією стає сильнішим, коли є відсутні зображення трагічних наслідків агресії чи воно дається неточно[4].
- кількість часу, проведеного за переглядом телевізора, також є важливою для теорії научіння, оскільки систематичне і тривале сприйняття сцен медіанасильства з більшою ймовірністю спричинить використання агресії у реальному житті. Встановлено, що до моменту закінчення середньої школи дитина, яка щодня дивиться телевізор кілька годин, є більш схильною до агресії. Критичний показник часу, проведеного біля телевізора, оцінюється різними дослідниками від трьох, чотирьох і більше годин на день. Подолання цієї межі у дітей та підлітків позитивно корелює з їхньою подальшою криміналізацією та агресивністю;
- підкріплення агресії у реальному житті означає демонстрацію допустимості такої поведінки авторитетами (дорослими), власний вдалий досвід застосування насильства тощо. Проведені Бандурою і Россом експерименти показали, що діти схильні імітувати ту поведінку, яка отримала у їхніх очах позитивне підкріплення (експерименти з лялькою Бобо). Інакше кажучи, у даному випадку має місце оперантне научіння агресії. Проте навіть тільки спостереження агресивної поведінки може призвести до засвоєння такого типу поведінки, навіть якщо вона не була нічим підкріпленою.

Крім іншого, до умов научіння агресії можна віднести формування культу сили, ототожнення себе з агресивним персонажем, а також нерозвиненість соціальних умінь і навичок, що призводить до використання агресивних сценаріїв. Теорія соціального научіння не передбачає обов'язкової детермінації насильства агресивними телевізійними сценами. Разом з тим, певні обставини у сукупності з засвоєними агресивними навичками можуть спричинити за собою агресію.